# Universidad Católica Boliviana
L'Universidad Católica Boliviana "San Pablo" (litt. Université catholique bolivienne San Pablo) est une université privée de Bolivie dont le siège est situé dans la capitale administrative du pays, La Paz. Cette université catholique dépend de la Conférence épiscopale bolivienne.  
Cette université privée est la plus ancienne de Bolivie à ne pas recevoir de budget économique du gouvernement. 
Établie à La Paz en 1963 et active depuis 1966, l'université compte quatre unités régionales à La Paz, Cochabamba, Tarija et Santa Cruz de la Sierra.  

## Facultés et unités d'enseignement

### Faculté de sciences économiques, administratives et financières
- Administration d'entreprises
- Économie

- Comptabilité publique

- Génie commercial
- Administration touristique
- Génie financier
- Génie entrepreneurial
- Génie en innovation entrepreneuriale
- Marketing et médias digitaux
- Économie et intelligence d'affaires

### Faculté de sciences sociales et d'humanités
- Sciences de la communication sociale
- Anthropologie
- Philosophie et lettres
- Théologie
- Psychologie
- Psychopédagogie

### Faculté de droit et de science politique
- Sciences politiques et relations internationales
- Droit

### Faculté de génie
- Génie environnemental
- Génie biomédical
- Génie civil
- Génie des systèmes
- Génie des télécommunications
- Génie industriel
- Génie mécatronique
- Génie chimique
- Génie biotechnologique
- Génie agroalimentaire
- Génie de l'internet
- Génie énergétique
- Génie biochimique et des bioprocédés

### Département d'architecture et design graphique
- Architecture
- Design graphique
- Design digital

### Département de santé
- Médecine
- Odontologie
- Kinésiologie et physiothérapie
- Sciences infirmières

### École de la production et de la compétitivité
- Affaires et science des données
- Affaires et conception
- Affaires et technologies de l'information
- Affaires internationales
- Création et développement d'entreprises
- Gestion et entrepreneuriat